# Atena Poznań
Der SS Atena Poznań (Stowarzyszenie Sportowe Atena Poznań) war ein polnischer Frauenfußballverein in Posen. Die Frauenfußballabteilung von Warta Poznań wurde 2000 gegründet. 2002 wurde die Abteilung selbständig und benannte sich in SS Atena Poznań um. 2007 fusionierte Atena mit Poznaniak Poznań. Größter Erfolg war der dritte Platz 2000 in der polnischen Meisterschaft.